# Monolepta marginella
Monolepta marginella – gatunek chrząszcza z rodziny stonkowatych, podrodziny Galerucinae.
Gatunek ten opisany został w 1903 roku przez Juliusa Weise'a.
Chrząszcz o ciele długości od 3 do 4,4 mm. Głowę ma czerwoną z wargą górną żółtą lub czerwoną, a nadustkiem żółtawoczerwonym do czerwonego. Czułki długie, człony drugi i trzeci przeciętnie dłuższe i smuklejsze niż u M. sonsoensis, człony od czwartego wzwyż z bardzo delikatnymi, żółtawymi szczecinkami; 2–3 ostatnie człony czarne, pozostałe żółte do rudożółtych. Przedplecze, tarczka oraz boczne i wierzchołkowe brzegi pokryw wraz z epipleurami czerwone. Dysk pokryw barwy ciemnorudobrązowej bądź czarnej. Śródtułów, zatułów i odwłok czerwone do jasnobrązowawoczerwonych. Odnóża żółte do jasnobrązowawożółtych. Samiec ma edeagus z szerokim, na wierzchołku grzbietobrzusznie przypłaszczonym i opatrzonym listewką płatem środkowym. Grzbietowa strona sklerytów torebki kopulacyjnej jest zakrzywiona z nabrzmiałą, kolczastą podstawą, zaś brzuszna wydłużona z małymi kolcami na zewnętrznym brzegu.
Owad afrotropikalny, znany z Kenii, Tanzanii (z Zanzibarem włącznie), Mozambiku i Południowej Afryki.